# 灭草隆
灭草隆（化学名：3-对氯苯基-1,1-二甲基脲，缩写CMU）是一种含氮有机化合物，化学式C9H11ClN2O，属于苯尿素类除草剂，可抑制光系统 II。